# ジロ・デ・イタリア 2009 第1-第11ステージ結果

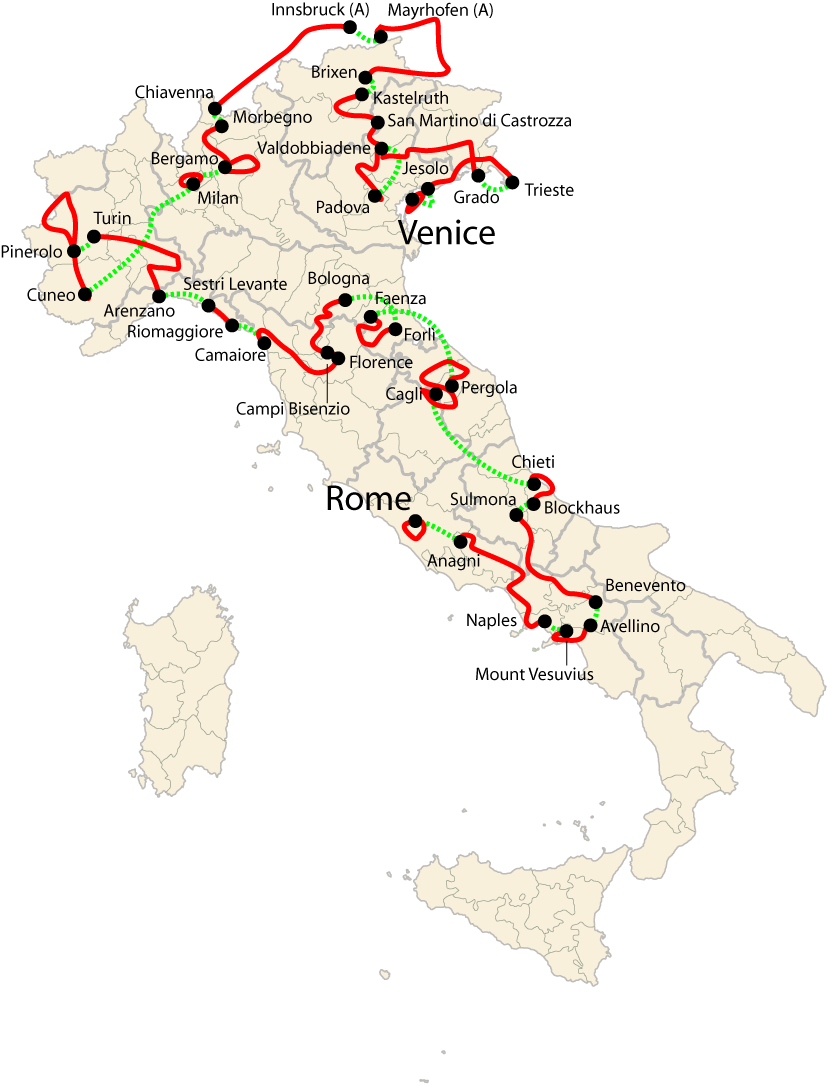
ジロ・デ・イタリア 2009コース図

- ジロ・デ・イタリア 2009 第1-第11ステージ結果 > ジロ・デ・イタリア 2009 第12-第21ステージ結果

2009年に行なわれた、ジロ・デ・イタリアの第1ステージから第11ステージまでの結果を述べる。

## 第1ステージ
5月9日（土）
- リード・ディ・ヴェネツィア 20.5km（チームタイムトライアル）[1]
- 3年連続となるチームTTで今ジロは開幕。第1走者としてスタートしたチーム・コロンビア＝ハイロードが最速タイムを叩き出して優勝。チーム・コロンビア＝ハイロードの先頭でゴールしたマーク・カヴェンディッシュがマリア・ローザを獲得した。（マリア・ビアンカも同時に獲得。）チームTT連覇を狙ったガーミン・スリップストリームは6秒差の2位。ランス・アームストロングの現役復帰で注目を集めるアスタナは13秒差の3位に終わった。

区間成績&チーム成績
| 順位 | チーム名                       | 国籍           | 時間     |
| ---- | ------------------------------ | -------------- | -------- |
| 1    | チーム・コロンビア＝ハイロード | アメリカ合衆国 | 21分50秒 |
| 2    | ガーミン・スリップストリーム   | アメリカ合衆国 | +6秒     |
| 3    | アスタナ                       | カザフスタン   | +13秒    |
| 4    | LPRブレークス                  | アイルランド   | +22秒    |
| 5    | ISD                            | イタリア       | +27秒    |
| 6    | チーム・カチューシャ           | ロシア         | +35秒    |
| 7    | ラボバンク                     | オランダ       | +38秒    |
| 8    | リクイガス                     | イタリア       | +40秒    |
| 9    | ランプレ・N.G.C                | イタリア       | +42秒    |
| 10   | チーム・ミルラム               | ドイツ         | +49秒    |

個人総合成績
| 順位 | 選手名                           | 国籍           | チーム                         | 時間     |
| ---- | -------------------------------- | -------------- | ------------------------------ | -------- |
| 1    | マーク・カヴェンディッシュ       | イギリス       | チーム・コロンビア＝ハイロード | 21分50秒 |
| 2    | マルコ・ピノッティ               | イタリア       | チーム・コロンビア＝ハイロード | 同       |
| 3    | エドヴァルド・ボアソン・ハーゲン | ノルウェー     | チーム・コロンビア＝ハイロード | 同       |
| 4    | マイケル・ロジャース             | オーストラリア | チーム・コロンビア＝ハイロード | 同       |
| 5    | トーマス・ルヴクヴィスト         | スウェーデン   | チーム・コロンビア＝ハイロード | 同       |
| 6    | マーク・レンショー               | オーストラリア | チーム・コロンビア＝ハイロード | 同       |
| 7    | カンスタンツィン・シウツォウ     | ベラルーシ     | チーム・コロンビア＝ハイロード | 同       |
| 8    | モッリス・ポッソーニ             | イタリア       | チーム・コロンビア＝ハイロード | 同       |
| 9    | マイケル・バリー                 | カナダ         | チーム・コロンビア＝ハイロード | 同       |
| 10   | デヴィッド・ザブリスキー         | アメリカ合衆国 | ガーミン・スリップストリーム   | +06秒    |

新人賞
| 順位 | 選手名                           | 国籍         | チーム                         | 時間     |
| ---- | -------------------------------- | ------------ | ------------------------------ | -------- |
| 1    | マーク・カヴェンディッシュ       | イギリス     | チーム・コロンビア＝ハイロード | 21分50秒 |
| 2    | エドヴァルド・ボアソン・ハーゲン | ノルウェー   | チーム・コロンビア＝ハイロード | 同       |
| 3    | トーマス・ルヴクヴィスト         | スウェーデン | チーム・コロンビア＝ハイロード | 同       |

## 第2ステージ
5月10日（日）
- イェーゾロ － トリエステ 156km[2]
- 後半に若干のアップダウンがあるが、ゴール地点も含めて全体的に平坦基調のスプリンター向けステージ。13km地点でアタックを仕掛けたレオナルド・スカルセッリ（ISD）が単独で約110km逃げ続けたが、周回コースの1周目途中で吸収。残り300mでスパートをかけたアレッサンドロ・ペタッキ（LPR・ブレークス）がマーク・カヴェンディッシュらを抑えて見事な復活優勝を遂げ、マリア・チクラミーノも獲得した。敗れたカヴェンディッシュもマリア・ローザとマリア・ビアンカはキープ。周回コース中に設定されていた山岳ポイントをトップ通過したダビ・ガルシア（シャコベオ・ガリシア）がマリア・ヴェルデを獲得した。なおマティアス・ルス（チーム・ミルラム）が落車により左鎖骨を骨折。今ジロ最初のリタイア者となった。また、レース終盤で発生した集団落車の影響でイヴァン・バッソ（リクイガス）やリーヴァイ・ライプハイマー（アスタナ）など一部の有力選手が13秒の遅れを取っている。

区間成績
| 順位 | 選手名                     | 国籍           | チーム                         | 時間          |
| ---- | -------------------------- | -------------- | ------------------------------ | ------------- |
| 1    | アレッサンドロ・ペタッキ   | イタリア       | LPR・ブレークス                | 3時間43分07秒 |
| 2    | マーク・カヴェンディッシュ | イギリス       | チーム・コロンビア＝ハイロード | 同            |
| 3    | ベン・スウィフト           | イギリス       | チーム・カチューシャ           | 同            |
| 4    | アラン・デイヴィス         | オーストラリア | クイックステップ               | 同            |
| 5    | タイラー・ファーラー       | アメリカ合衆国 | ガーミン・スリップストリーム   | 同            |
| 6    | オスカル・ガット           | イタリア       | ISD                            | 同            |
| 7    | フランチェスコ・ガバッツィ | イタリア       | ランプレ・N.G.C                | 同            |
| 8    | ダヴィデ・ヴィガノ         | イタリア       | フジ・セルベット               | 同            |
| 9    | マヌエーレ・モーリ         | イタリア       | ランプレ・N.G.C                | 同            |
| 10   | ドリス・デヴェネインス     | ベルギー       | クイックステップ               | 同            |

個人総合成績
| 順位 | 選手名                           | 国籍           | チーム                         | 時間          |
| ---- | -------------------------------- | -------------- | ------------------------------ | ------------- |
| 1    | マーク・カヴェンディッシュ       | イギリス       | チーム・コロンビア＝ハイロード | 4時間04分43秒 |
| 2    | マーク・レンショー               | オーストラリア | チーム・コロンビア＝ハイロード | +14秒         |
| 3    | マイケル・ロジャース             | オーストラリア | チーム・コロンビア＝ハイロード | 同            |
| 4    | トーマス・ルヴクヴィスト         | スウェーデン   | チーム・コロンビア＝ハイロード | 同            |
| 5    | エドヴァルド・ボアソン・ハーゲン | ノルウェー     | チーム・コロンビア＝ハイロード | 同            |
| 6    | タイラー・ファーラー             | アメリカ合衆国 | ガーミン・スリップストリーム   | +16秒         |
| 7    | アレッサンドロ・ペタッキ         | イタリア       | LPR・ブレークス                | 同            |
| 8    | クリスティアン・ヴァンデヴェルデ | アメリカ合衆国 | ガーミン・スリップストリーム   | +20秒         |
| 9    | ブラッドリー・ウィギンス         | イギリス       | ガーミン・スリップストリーム   | +20秒         |
| 10   | ランス・アームストロング         | アメリカ合衆国 | アスタナ                       | +27秒         |

ポイント賞
| 順位 | 選手名                     | 国籍           | チーム                         | ポイント |
| ---- | -------------------------- | -------------- | ------------------------------ | -------- |
| 1    | アレッサンドロ・ペタッキ   | イタリア       | LPR・ブレークス                | 26       |
| 2    | マーク・カヴェンディッシュ | イギリス       | チーム・コロンビア＝ハイロード | 24       |
| 3    | タイラー・ファーラー       | アメリカ合衆国 | ガーミン・スリップストリーム   | 18       |

山岳賞
| 順位 | 選手名                   | 国籍       | チーム               | ポイント |
| ---- | ------------------------ | ---------- | -------------------- | -------- |
| 1    | ダビ・ガルシア・ダ・ペナ | スペイン   | シャコベオ・ガリシア | 3        |
| 2    | エロス・カペッキ         | イタリア   | フジ・セルベット     | 2        |
| 3    | アンドリー・グリフコ     | ウクライナ | ISD                  | 1        |

新人賞
| 順位 | 選手名                           | 国籍         | チーム                         | 時間          |
| ---- | -------------------------------- | ------------ | ------------------------------ | ------------- |
| 1    | マーク・カヴェンディッシュ       | イギリス     | チーム・コロンビア＝ハイロード | 4時間04分43秒 |
| 2    | エドヴァルド・ボアソン・ハーゲン | ノルウェー   | チーム・コロンビア＝ハイロード | +14秒         |
| 3    | トーマス・ルヴクヴィスト         | スウェーデン | チーム・コロンビア＝ハイロード | 同            |

チーム時間賞
| 順位 | チーム名                       | 国籍           | 時間           |
| ---- | ------------------------------ | -------------- | -------------- |
| 1    | チーム・コロンビア＝ハイロード | アメリカ合衆国 | 11時間31分11秒 |
| 2    | ガーミン・スリップストリーム   | アメリカ合衆国 | +06秒          |
| 3    | LPR・ブレークス                | アイルランド   | +22秒          |

## 第3ステージ
5月11日（月）
- グラード － ヴァルドッビアーデネ 198km[3]
- 前日に引き続き、後半に若干のアップダウンがあったものの、概ね平坦なスプリンター向きステージ。5km地点からミハイル・イグナティエフ（カチューシャ）ら5人が逃げたが、残り約35km地点で吸収。スプリント争いを制したアレッサンドロ・ペタッキが第2ステージに続いて連勝し、マリア・チクラミーノに加えてマリア・ローザも奪取。一方、第1、第2ステージで総合首位だったマーク・カヴェンディッシュは、残り約10km地点における大量落車に巻き込まれて、1分25秒遅れの区間85位に終わり、総合順位も32位へと後退した。 逃げ集団に乗り、途中の3級山岳トップ通過したマウロ・ファッチ（クイックステップ）がマリア・ヴェルデを、ステージ2位のタイラー・ファーラー（ガーミン・スリップストリーム）がマリア・ビアンカをそれぞれ獲得した。マリア・ローザ争いの有力選手では、デニス・メンショフ（ラボバンク）が前述の落車の影響で24秒の遅れを取っている。

区間成績
| 順位 | 選手名                     | 国籍           | チーム                                   | 時間          |
| ---- | -------------------------- | -------------- | ---------------------------------------- | ------------- |
| 1    | アレッサンドロ・ペタッキ   | イタリア       | LPR・ブレークス                          | 4時間45分27秒 |
| 2    | タイラー・ファーラー       | アメリカ合衆国 | ガーミン・スリップストリーム             | 同            |
| 3    | フランチェスコ・ガバッツィ | イタリア       | ランプレ・N.G.C                          | 同            |
| 4    | ダリオ・カタルド           | イタリア       | クイックステップ                         | 同            |
| 5    | ダミアーノ・クネゴ         | イタリア       | ランプレ・N.G.C                          | 同            |
| 6    | フィリップ・ジルベール     | ベルギー       | サイレンス・ロット                       | 同            |
| 7    | オスカル・ガット           | イタリア       | ISD                                      | 同            |
| 8    | マイケル・ロジャース       | オーストラリア | チーム・コロンビア＝ハイロード           | 同            |
| 9    | アンデアス・ルンド         | デンマーク     | チーム・サクソバンク                     | 同            |
| 10   | ステファノ・ガルゼッリ     | イタリア       | アクア・エ・サポーネ＝カッフェ・モカンボ | 同            |

個人総合成績
| 順位 | 選手名                     | 国籍           | チーム                         | 時間          |
| ---- | -------------------------- | -------------- | ------------------------------ | ------------- |
| 1    | アレッサンドロ・ペタッキ   | イタリア       | LPR・ブレークス                | 8時間50分06秒 |
| 2    | タイラー・ファーラー       | アメリカ合衆国 | ガーミン・スリップストリーム   | +08秒         |
| 3    | マイケル・ロジャース       | オーストラリア | チーム・コロンビア＝ハイロード | +18秒         |
| 4    | トーマス・ルヴクヴィスト   | スウェーデン   | チーム・コロンビア＝ハイロード | 同            |
| 5    | ランス・アームストロング   | アメリカ合衆国 | アスタナ                       | +31秒         |
| 6    | ダニーロ・ディルーカ       | イタリア       | LPR・ブレークス                | +40秒         |
| 7    | ヤロスラフ・ポポヴィッチ   | ウクライナ     | アスタナ                       | +44秒         |
| 8    | リーヴァイ・ライプハイマー | アメリカ合衆国 | アスタナ                       | 同            |
| 9    | アンドリー・グリフコ       | ウクライナ     | ISD                            | +45秒         |
| 10   | フランチェスコ・ガバッツィ | イタリア       | ランプレ・N.G.C                | +52秒         |

ポイント賞
| 順位 | 選手名                     | 国籍           | チーム                       | ポイント |
| ---- | -------------------------- | -------------- | ---------------------------- | -------- |
| 1    | アレッサンドロ・ペタッキ   | イタリア       | LPR・ブレークス              | 51       |
| 2    | タイラー・ファーラー       | アメリカ合衆国 | ガーミン・スリップストリーム | 38       |
| 3    | フランチェスコ・ガバッツィ | イタリア       | ランプレ・N.G.C              | 25       |

山岳賞
| 順位 | 選手名                   | 国籍     | チーム               | ポイント |
| ---- | ------------------------ | -------- | -------------------- | -------- |
| 1    | マウロ・ファッチ         | イタリア | クイックステップ     | 3        |
| 2    | ダビ・ガルシア・ダ・ペナ | スペイン | シャコベオ・ガリシア | 3        |
| 3    | エロス・カペッキ         | イタリア | フジ・セルベット     | 2        |

新人賞
| 順位 | 選手名                     | 国籍           | チーム                         | 時間          |
| ---- | -------------------------- | -------------- | ------------------------------ | ------------- |
| 1    | タイラー・ファーラー       | アメリカ合衆国 | ガーミン・スリップストリーム   | 8時間50分14秒 |
| 2    | トーマス・ルヴクヴィスト   | スウェーデン   | チーム・コロンビア＝ハイロード | +10秒         |
| 3    | フランチェスコ・ガバッツィ | イタリア       | ランプレ・N.G.C                | +44秒         |

チーム時間賞
| 順位 | チーム名                       | 国籍           | 時間           |
| ---- | ------------------------------ | -------------- | -------------- |
| 1    | チーム・コロンビア＝ハイロード | アメリカ合衆国 | 25時間47分32秒 |
| 2    | LPR・ブレークス                | アイルランド   | +22秒          |
| 3    | アスタナ                       | カザフスタン   | +26秒          |

## 第4ステージ
5月12日（火）
- パドヴァ － トナディーコ（サン・マルティーノ・ディ・カストロッツァ） 162km[4]
- 当大会最初の山岳ステージ・山頂ゴールとなった。フランチェスコ・ベッロッティ（バルロワールド）、イェンス・フォイクト（チーム・サクソバンク）、フランチェスコ・デボニス（セッラメンティ）の3名が終始後続の大集団から抜け出してレースを引っ張ってきたが、残りあと3km地点付近で、大集団がこの3人を吸収し、ゴールはスプリント争いに。ダニーロ・ディルーカ（LPR・ブレークス）が、16名のゴールスプリントを制して区間優勝。加えてマリア・ヴェルデを奪取した。マリア・ローザは、区間7位に入ったトーマス・ルヴクヴィスト（チーム・コロンビア＝ハイロード）が奪取。（同時にマリア・ビアンカも獲得。）そのわずか2秒差でディルーカが続くことになった。なお、前日まで総合首位だったアレッサンドロ・ペタッキ（LPR・ブレークス）は、ディルーカから遅れること19分50秒差の区間121位でゴール。総合では、ルヴクヴィストに19分32秒差の114位に後退したが、マリア・チクラミーノはキープしている。マリア・ローザ争いの有力選手では、ランス・アームストロング（アスタナ）が最後のゴールスプリント争いに付いていけず、15秒遅れでフィニッシュしている。

区間成績
| 順位 | 選手名                     | 国籍           | チーム                                   | 時間          |
| ---- | -------------------------- | -------------- | ---------------------------------------- | ------------- |
| 1    | ダニーロ・ディルーカ       | イタリア       | LPR・ブレークス                          | 4時間15分04秒 |
| 2    | ステファノ・ガルゼッリ     | イタリア       | アクア・エ・サポーネ＝カッフェ・モカンボ | 同            |
| 3    | フランコ・ペッリツォッティ | イタリア       | リクイガス                               | 同            |
| 4    | マウリシオ・ソレール       | コロンビア     | バルロワールド                           | 同            |
| 5    | ジルベルト・シモーニ       | イタリア       | セッラメンティ                           | 同            |
| 6    | リーヴァイ・ライプハイマー | アメリカ合衆国 | アスタナ                                 | 同            |
| 7    | トーマス・ルヴクヴィスト   | スウェーデン   | チーム・コロンビア＝ハイロード           | 同            |
| 8    | イヴァン・バッソ           | イタリア       | リクイガス                               | 同            |
| 9    | デニス・メンショフ         | ロシア         | ラボバンク                               | 同            |
| 10   | ダビ・アロヨ               | スペイン       | ケス・デパーニュ                         | 同            |

個人総合成績
| 順位 | 選手名                     | 国籍           | チーム                         | 時間           |
| ---- | -------------------------- | -------------- | ------------------------------ | -------------- |
| 1    | トーマス・ルヴクヴィスト   | スウェーデン   | チーム・コロンビア＝ハイロード | 13時間05分28秒 |
| 2    | ダニーロ・ディルーカ       | イタリア       | LPR・ブレークス                | +02秒          |
| 3    | マイケル・ロジャース       | オーストラリア | チーム・コロンビア＝ハイロード | +06秒          |
| 4    | ヤロスラフ・ポポヴィッチ   | ウクライナ     | アスタナ                       | +26秒          |
| 5    | リーヴァイ・ライプハイマー | アメリカ合衆国 | アスタナ                       | 同             |
| 6    | ランス・アームストロング   | アメリカ合衆国 | アスタナ                       | +28秒          |
| 7    | フランコ・ペッリツォッティ | イタリア       | リクイガス                     | +32秒          |
| 8    | ダミアーノ・クネゴ         | イタリア       | ランプレ・N.G.C                | +42秒          |
| 9    | マルツィオ・ブルセギン     | イタリア       | ランプレ・N.G.C                | 同             |
| 10   | カルロス・サストレ         | スペイン       | サーヴェロ・テストチーム       | +49秒          |

ポイント賞
| 順位 | 選手名                   | 国籍           | チーム                       | ポイント |
| ---- | ------------------------ | -------------- | ---------------------------- | -------- |
| 1    | アレッサンドロ・ペタッキ | イタリア       | LPR・ブレークス              | 51       |
| 2    | タイラー・ファーラー     | アメリカ合衆国 | ガーミン・スリップストリーム | 38       |
| 3    | ダニーロ・ディルーカ     | イタリア       | LPR・ブレークス              | 29       |

山岳賞
| 順位 | 選手名                     | 国籍     | チーム                                   | ポイント |
| ---- | -------------------------- | -------- | ---------------------------------------- | -------- |
| 1    | ダニーロ・ディルーカ       | イタリア | LPR・ブレークス                          | 15       |
| 2    | ステファノ・ガルゼッリ     | イタリア | アクア・エ・サポーネ＝カッフェ・モカンボ | 10       |
| 3    | フランコ・ペッリツォッティ | イタリア | リクイガス                               | 6        |

新人賞
| 順位 | 選手名                       | 国籍             | チーム                         | 時間           |
| ---- | ---------------------------- | ---------------- | ------------------------------ | -------------- |
| 1    | トーマス・ルヴクヴィスト     | スウェーデン     | チーム・コロンビア＝ハイロード | 13時間05分28秒 |
| 2    | ジョンリー・オーガスティン   | 南アフリカ共和国 | バルロワールド                 | +1分20秒       |
| 3    | ケヴィン・セールドライエルス | ベルギー         | クイックステップ               | +1分33秒       |

チーム時間賞
| 順位 | チーム名                       | 国籍           | 時間           |
| ---- | ------------------------------ | -------------- | -------------- |
| 1    | チーム・コロンビア＝ハイロード | アメリカ合衆国 | 38時間33分00秒 |
| 2    | アスタナ                       | カザフスタン   | +10秒          |
| 3    | バルロワールド                 | イギリス       | +1分10秒       |

## 第5ステージ
5月13日（水）
- トナディーコ（サン・マルティーノ・ディ・カストロッツァ） － カステルロット（アルペ・ディ・シウジ） 125km[5]
- 前日に引き続いての山岳ステージ+山頂ゴール。序盤からトマ・ヴォクレール（Bボックス・ブイグテレコム）ら7人が逃げ続けたが、残り約10km地点で全員吸収された。厳しい上りで2004年ジロ覇者のダミアーノ・クネゴ（ランプレ）などの有力選手が次々に脱落していく中で、残り500mでのカルロス・サストレ（サーヴェロ・テストチーム）のアタックに反応したデニス・メンショフ（ラボバンク）が、同じく反応したダニーロ・ディルーカ（LPR・ブレークス）を抑えてステージ優勝。2秒差のステージ2位に終わったディルーカだが、ステージ3位のトーマス・ルヴクヴィスト（チーム・コロンビア＝ハイロード）に3秒差＋ボーナスタイム差4秒を加えて総合首位に浮上。マリア・ローザを奪取した。（マリア・ヴェルデもキープ。）ディルーカから5秒差の総合2位に後退したルヴクヴィストもマリア・ビアンカはしっかりキープした。マリア・チクラミーノは4日連続でアレッサンドロ・ペタッキ（LPR・ブレークス）がキープしている。前年のジロ総合3位のマルツィオ・ブルセギン（ランプレ）が2分26秒遅れのステージ30位、クネゴが2分39秒遅れの32位、ランス・アームストロング（アスタナ）2分58秒遅れの35位、2000年ジロ覇者のステファノ・ガルゼッリ（アクア・エ・サポーネ＝カッフェ・モカンボ）が5分24秒遅れの55位に終わるなど、マリア・ローザ争いの有力選手中でも大きく明暗が分かれるステージとなった。

区間成績
| 順位 | 選手名                     | 国籍           | チーム                         | 時間          |
| ---- | -------------------------- | -------------- | ------------------------------ | ------------- |
| 1    | デニス・メンショフ         | ロシア         | ラボバンク                     | 3時間15分24秒 |
| 2    | ダニーロ・ディルーカ       | イタリア       | LPR・ブレークス                | +02秒         |
| 3    | トーマス・ルヴクヴィスト   | スウェーデン   | チーム・コロンビア＝ハイロード | +05秒         |
| 4    | イヴァン・バッソ           | イタリア       | リクイガス                     | 同            |
| 5    | リーヴァイ・ライプハイマー | アメリカ合衆国 | アスタナ                       | +09秒         |
| 6    | クリス・ホーナー           | アメリカ合衆国 | アスタナ                       | 同            |
| 7    | カルロス・サストレ         | スペイン       | サーヴェロ・テストチーム       | +19秒         |
| 8    | ダビ・アロヨ               | スペイン       | ケス・デパーニュ               | +22秒         |
| 9    | マイケル・ロジャース       | オーストラリア | チーム・コロンビア＝ハイロード | 同            |
| 10   | フレドリック・ケシアコフ   | スウェーデン   | フジ・セルベット               | 同            |

個人総合成績
| 順位 | 選手名                     | 国籍           | チーム                         | 時間           |
| ---- | -------------------------- | -------------- | ------------------------------ | -------------- |
| 1    | ダニーロ・ディルーカ       | イタリア       | LPR・ブレークス                | 16時間20分44秒 |
| 2    | トーマス・ルヴクヴィスト   | スウェーデン   | チーム・コロンビア＝ハイロード | +05秒          |
| 3    | マイケル・ロジャース       | オーストラリア | チーム・コロンビア＝ハイロード | +36秒          |
| 4    | リーヴァイ・ライプハイマー | アメリカ合衆国 | アスタナ                       | +43秒          |
| 5    | デニス・メンショフ         | ロシア         | ラボバンク                     | +50秒          |
| 6    | イヴァン・バッソ           | イタリア       | リクイガス                     | +1分06秒       |
| 7    | カルロス・サストレ         | スペイン       | サーヴェロ・テストチーム       | +1分16秒       |
| 8    | クリス・ホーナー           | アメリカ合衆国 | アスタナ                       | +1分17秒       |
| 9    | フランコ・ペッリツォッティ | イタリア       | リクイガス                     | +1分27秒       |
| 10   | ダビ・アロヨ               | スペイン       | ケス・デパーニュ               | +1分41秒       |

ポイント賞
| 順位 | 選手名                   | 国籍           | チーム                       | ポイント |
| ---- | ------------------------ | -------------- | ---------------------------- | -------- |
| 1    | アレッサンドロ・ペタッキ | イタリア       | LPR・ブレークス              | 51       |
| 2    | ダニーロ・ディルーカ     | イタリア       | LPR・ブレークス              | 49       |
| 3    | タイラー・ファーラー     | アメリカ合衆国 | ガーミン・スリップストリーム | 38       |

山岳賞
| 順位 | 選手名                 | 国籍     | チーム                                   | ポイント |
| ---- | ---------------------- | -------- | ---------------------------------------- | -------- |
| 1    | ダニーロ・ディルーカ   | イタリア | LPR・ブレークス                          | 25       |
| 2    | デニス・メンショフ     | ロシア   | ラボバンク                               | 15       |
| 3    | ステファノ・ガルゼッリ | イタリア | アクア・エ・サポーネ＝カッフェ・モカンボ | 10       |

新人賞
| 順位 | 選手名                       | 国籍         | チーム                         | 時間           |
| ---- | ---------------------------- | ------------ | ------------------------------ | -------------- |
| 1    | トーマス・ルヴクヴィスト     | スウェーデン | チーム・コロンビア＝ハイロード | 16時間20分49秒 |
| 2    | ケヴィン・セールドライエルス | ベルギー     | クイックステップ               | +2分44秒       |
| 3    | ハクソン・ロドリゲス         | ベネズエラ   | セッラメンティ                 | +4分05秒       |

チーム時間賞
| 順位 | チーム名                       | 国籍           | 時間           |
| ---- | ------------------------------ | -------------- | -------------- |
| 1    | アスタナ                       | カザフスタン   | 48時間21分36秒 |
| 2    | チーム・コロンビア＝ハイロード | アメリカ合衆国 | +31秒          |
| 3    | バルロワールド                 | イギリス       | +3分35秒       |

## 第6ステージ
5月14日（木）
- ブレッサノーネ －  マイヤーホーフェン 248km[6]
- 中・終盤に3級・1級のそれぞれ山岳をこなした後、残り15km軽く上ってゴールする中級山岳ステージ。70km地点からはオーストリアに入国する。55km地点からの5人の逃げ集団に加わっていたミケーレ・スカルポーニ（セッラメンティ）が、一緒に逃げていたヴァシリ・キリエンカ（ケス・デパーニュ）が残り10km地点で足を攣って後退するという幸運も手伝って見事な逃げ切り勝利。有力選手は概ね36秒遅れの集団でゴールしたため、総合争いに大きな変動はなかったが、ステージ9位のダニーロ・ディルーカ（LPR・ブレークス）がスプリントポイントを加えて、マリア・チクラミーノも奪取。三賞を独占することとなった。

区間成績
| 順位 | 選手名                           | 国籍           | チーム                         | 時間          |
| ---- | -------------------------------- | -------------- | ------------------------------ | ------------- |
| 1    | ミケーレ・スカルポーニ           | イタリア       | セッラメンティ                 | 5時間49分55秒 |
| 2    | エドヴァルド・ボアソン・ハーゲン | ノルウェー     | チーム・コロンビア＝ハイロード | +32秒         |
| 3    | アラン・デイヴィス               | オーストラリア | クイックステップ               | 同            |
| 4    | フィリッポ・ポッツァート         | イタリア       | チーム・カチューシャ           | 同            |
| 5    | マシュー・ゴス                   | オーストラリア | チーム・サクソバンク           | 同            |
| 6    | フィリップ・ジルベール           | ベルギー       | サイレンス・ロット             | 同            |
| 7    | エンリコ・ガスパロット           | イタリア       | ランプレ・N.G.C                | 同            |
| 8    | マイケル・ロジャース             | オーストラリア | チーム・コロンビア＝ハイロード | +36秒         |
| 9    | ダニーロ・ディルーカ             | イタリア       | LPR・ブレークス                | 同            |
| 10   | タデイ・ヴァリャヴェツ           | スロベニア     | AG2R                           | 同            |

個人総合成績
| 順位 | 選手名                     | 国籍           | チーム                         | 時間           |
| ---- | -------------------------- | -------------- | ------------------------------ | -------------- |
| 1    | ダニーロ・ディルーカ       | イタリア       | LPR・ブレークス                | 22時間11分15秒 |
| 2    | トーマス・ルヴクヴィスト   | スウェーデン   | チーム・コロンビア＝ハイロード | +05秒          |
| 3    | マイケル・ロジャース       | オーストラリア | チーム・コロンビア＝ハイロード | +36秒          |
| 4    | リーヴァイ・ライプハイマー | アメリカ合衆国 | アスタナ                       | +43秒          |
| 5    | デニス・メンショフ         | ロシア         | ラボバンク                     | +50秒          |
| 6    | イヴァン・バッソ           | イタリア       | リクイガス                     | +1分06秒       |
| 7    | カルロス・サストレ         | スペイン       | サーヴェロ・テストチーム       | +1分16秒       |
| 8    | クリス・ホーナー           | アメリカ合衆国 | アスタナ                       | +1分17秒       |
| 9    | フランコ・ペッリツォッティ | イタリア       | リクイガス                     | +1分27秒       |
| 10   | ダビ・アロヨ               | スペイン       | ケス・デパーニュ               | +1分41秒       |

ポイント賞
| 順位 | 選手名                   | 国籍           | チーム                       | ポイント |
| ---- | ------------------------ | -------------- | ---------------------------- | -------- |
| 1    | ダニーロ・ディルーカ     | イタリア       | LPR・ブレークス              | 56       |
| 2    | アレッサンドロ・ペタッキ | イタリア       | LPR・ブレークス              | 51       |
| 3    | タイラー・ファーラー     | アメリカ合衆国 | ガーミン・スリップストリーム | 38       |

山岳賞
| 順位 | 選手名                 | 国籍     | チーム          | ポイント |
| ---- | ---------------------- | -------- | --------------- | -------- |
| 1    | ダニーロ・ディルーカ   | イタリア | LPR・ブレークス | 25       |
| 2    | デニス・メンショフ     | ロシア   | ラボバンク      | 15       |
| 3    | ミケーレ・スカルポーニ | イタリア | セッラメンティ  | 13       |

新人賞
| 順位 | 選手名                       | 国籍         | チーム                         | 時間           |
| ---- | ---------------------------- | ------------ | ------------------------------ | -------------- |
| 1    | トーマス・ルヴクヴィスト     | スウェーデン | チーム・コロンビア＝ハイロード | 22時間11分20秒 |
| 2    | ケヴィン・セールドライエルス | ベルギー     | クイックステップ               | +2分44秒       |
| 3    | ハクソン・ロドリゲス         | ベネズエラ   | セッラメンティ                 | +4分05秒       |

チーム時間賞
| 順位 | チーム名                       | 国籍           | 時間           |
| ---- | ------------------------------ | -------------- | -------------- |
| 1    | アスタナ                       | カザフスタン   | 65時間53分09秒 |
| 2    | チーム・コロンビア＝ハイロード | アメリカ合衆国 | +27秒          |
| 3    | セッラメンティ                 | ベネズエラ     | +3分13秒       |

## 第7ステージ
5月15日（金）
- インスブルック －  キアヴェンナ 244km[7]
- 途中小さなアップダウンはあったものの、207.7km地点の3級山岳までだらだらと上り続けた後に、ゴールのキアヴェンナまで標高差約1500mを一気に下るというステージ。スタート直後からマウロ・ファッチ（クイックステップ）ら4人の逃げが決まるが、集団でダウンヒルに入りたいという集団の思惑から、山岳ポイント前までに全員が吸収されている。ダウンヒル突入直後にアレッサンドロ・ベルトリーニ（セッラメンティ）がアタック。これを追走したエドヴァルド・ボアソン・ハーゲン（チーム・コロンビア＝ハイロード）ら4人が残り12kmで追いつき5人の逃げが決まる。残り300mでアタックをかけたボアッソンが抜群の伸びを見せて嬉しいグランツール初勝利。各賞争いに大きな変動はなかった。なお、多くの選手から悪天候のダウンヒルは危険過ぎるとの抗議があったため、タイム差に関してはゴール前3kmでの差を記録している。

区間成績
| 順位 | 選手名                           | 国籍             | チーム                         | 時間          |
| ---- | -------------------------------- | ---------------- | ------------------------------ | ------------- |
| 1    | エドヴァルド・ボアソン・ハーゲン | ノルウェー       | チーム・コロンビア＝ハイロード | 5時間56分53秒 |
| 2    | ロバート・ハンター               | 南アフリカ共和国 | バルロワールド                 | 同            |
| 3    | パヴェル・ブルット               | ロシア           | チーム・カチューシャ           | 同            |
| 4    | ダヴィデ・ヴィガノ               | イタリア         | フジ・セルベット               | 同            |
| 5    | アレッサンドロ・ベルトリーニ     | イタリア         | セッラメンティ                 | 同            |
| 6    | アンドリー・グリフコ             | ウクライナ       | ISD                            | +31秒         |
| 7    | マシュー・ゴス                   | オーストラリア   | チーム・サクソバンク           | +40秒         |
| 8    | アラン・デイヴィス               | オーストラリア   | クイックステップ               | 同            |
| 9    | ローベルト・フェルスター         | ドイツ           | チーム・ミルラム               | 同            |
| 10   | ベン・スウィフト                 | イギリス         | チーム・カチューシャ           | 同            |

個人総合成績
| 順位 | 選手名                     | 国籍           | チーム                         | 時間           |
| ---- | -------------------------- | -------------- | ------------------------------ | -------------- |
| 1    | ダニーロ・ディルーカ       | イタリア       | LPR・ブレークス                | 28時間08分48秒 |
| 2    | トーマス・ルヴクヴィスト   | スウェーデン   | チーム・コロンビア＝ハイロード | +05秒          |
| 3    | マイケル・ロジャース       | オーストラリア | チーム・コロンビア＝ハイロード | +36秒          |
| 4    | リーヴァイ・ライプハイマー | アメリカ合衆国 | アスタナ                       | +43秒          |
| 5    | デニス・メンショフ         | ロシア         | ラボバンク                     | +50秒          |
| 6    | イヴァン・バッソ           | イタリア       | リクイガス                     | +1分06秒       |
| 7    | カルロス・サストレ         | スペイン       | サーヴェロ・テストチーム       | +1分16秒       |
| 8    | クリス・ホーナー           | アメリカ合衆国 | アスタナ                       | +1分17秒       |
| 9    | フランコ・ペッリツォッティ | イタリア       | リクイガス                     | +1分27秒       |
| 10   | ダビ・アロヨ               | スペイン       | ケス・デパーニュ               | +1分41秒       |

ポイント賞
| 順位 | 選手名                           | 国籍       | チーム                         | ポイント |
| ---- | -------------------------------- | ---------- | ------------------------------ | -------- |
| 1    | ダニーロ・ディルーカ             | イタリア   | LPR・ブレークス                | 56       |
| 2    | アレッサンドロ・ペタッキ         | イタリア   | LPR・ブレークス                | 54       |
| 3    | エドヴァルド・ボアソン・ハーゲン | ノルウェー | チーム・コロンビア＝ハイロード | 45       |

山岳賞
| 順位 | 選手名                 | 国籍     | チーム          | ポイント |
| ---- | ---------------------- | -------- | --------------- | -------- |
| 1    | ダニーロ・ディルーカ   | イタリア | LPR・ブレークス | 25       |
| 2    | デニス・メンショフ     | ロシア   | ラボバンク      | 15       |
| 3    | ミケーレ・スカルポーニ | イタリア | セッラメンティ  | 13       |

新人賞
| 順位 | 選手名                       | 国籍         | チーム                         | 時間           |
| ---- | ---------------------------- | ------------ | ------------------------------ | -------------- |
| 1    | トーマス・ルヴクヴィスト     | スウェーデン | チーム・コロンビア＝ハイロード | 28時間08分53秒 |
| 2    | ケヴィン・セールドライエルス | ベルギー     | クイックステップ               | +2分44秒       |
| 3    | ハクソン・ロドリゲス         | ベネズエラ   | セッラメンティ                 | +4分05秒       |

チーム時間賞
| 順位 | チーム名                       | 国籍           | 時間           |
| ---- | ------------------------------ | -------------- | -------------- |
| 1    | チーム・コロンビア＝ハイロード | アメリカ合衆国 | 83時間45分35秒 |
| 2    | アスタナ                       | カザフスタン   | +13秒          |
| 3    | セッラメンティ                 | ベネズエラ     | +2分46秒       |

## 第8ステージ
5月16日（土）
- モルベーニョ － ベルガモ 209km[8]
- 序盤に1級山岳、終盤に2級山岳をこなす中級山岳ステージ。残り3.5kmからのベルガモ・アルタの上り坂もカギを握る。序盤からのアタック合戦の末にイェール・ファネンデルト（サイレンス・ロット）ら10人が逃げる展開に。この逃げが吸収される直前の2級山岳の入口でのダミアーノ・クネゴのアタックをきっかけに、リーヴァイ・ライプハイマー、フランコ・ペッリツォッティ（リクイガス）などが入った豪華な逃げ集団が形成されるも、これも残り16kmで吸収。再び集団が1つになった直後にカンスタンツィン・シウツォウ（チーム・コロンビア＝ハイロード）がアタック。そのままシウツォウが逃げ切ってチーム・コロンビア＝ハイロードはチーム2連勝を飾った。マリア・ローザのダニーロ・ディルーカがステージ3位に入り、ボーナスタイム8秒を獲得。自力で総合2位以下とのタイム差を広げることに成功している。また、ペドロ・ホリーリョ（ラボバンク）が95km地点で落車し、60m下の土手に転落するという大事故が発生。瀕死の重傷を負ったホリーリョは人工的に昏睡状態にされて病院に運ばれた。

区間成績
| 順位 | 選手名                           | 国籍           | チーム                         | 時間          |
| ---- | -------------------------------- | -------------- | ------------------------------ | ------------- |
| 1    | カンスタンツィン・シウツォウ     | ベラルーシ     | チーム・コロンビア＝ハイロード | 5時間04分34秒 |
| 2    | エドヴァルド・ボアソン・ハーゲン | ノルウェー     | チーム・コロンビア＝ハイロード | +21秒         |
| 3    | ダニーロ・ディルーカ             | イタリア       | LPR・ブレークス                | 同            |
| 4    | マイケル・ロジャース             | オーストラリア | チーム・コロンビア＝ハイロード | 同            |
| 5    | フランコ・ペッリツォッティ       | イタリア       | リクイガス                     | 同            |
| 6    | ステファノ・ガルゼッリ           | イタリア       | アクア・エ・サポーネ           | 同            |
| 7    | ダミアーノ・クネゴ               | イタリア       | ランプレ・N.G.C                | 同            |
| 8    | ハクソン・ロドリゲス             | ベネズエラ     | セッラメンティ                 | 同            |
| 9    | マルツィオ・ブルセギン           | イタリア       | ランプレ・N.G.C                | 同            |
| 10   | トマス・ローレッガー             | オーストリア   | チーム・ミルラム               | 同            |

個人総合成績
| 順位 | 選手名                     | 国籍           | チーム                         | 時間           |
| ---- | -------------------------- | -------------- | ------------------------------ | -------------- |
| 1    | ダニーロ・ディルーカ       | イタリア       | LPR・ブレークス                | 33時間13分35秒 |
| 2    | トーマス・ルヴクヴィスト   | スウェーデン   | チーム・コロンビア＝ハイロード | +13秒          |
| 3    | マイケル・ロジャース       | オーストラリア | チーム・コロンビア＝ハイロード | +44秒          |
| 4    | リーヴァイ・ライプハイマー | アメリカ合衆国 | アスタナ                       | +51秒          |
| 5    | デニス・メンショフ         | ロシア         | ラボバンク                     | +58秒          |
| 6    | イヴァン・バッソ           | イタリア       | リクイガス                     | +1分14秒       |
| 7    | カルロス・サストレ         | スペイン       | サーヴェロ・テストチーム       | +1分24秒       |
| 8    | クリス・ホーナー           | アメリカ合衆国 | アスタナ                       | +1分25秒       |
| 9    | フランコ・ペッリツォッティ | イタリア       | リクイガス                     | +1分35秒       |
| 10   | ダビ・アロヨ               | スペイン       | ケス・デパーニュ               | +1分49秒       |

ポイント賞
| 順位 | 選手名                           | 国籍       | チーム                         | ポイント |
| ---- | -------------------------------- | ---------- | ------------------------------ | -------- |
| 1    | ダニーロ・ディルーカ             | イタリア   | LPR・ブレークス                | 72       |
| 3    | エドヴァルド・ボアソン・ハーゲン | ノルウェー | チーム・コロンビア＝ハイロード | 65       |
| 3    | アレッサンドロ・ペタッキ         | イタリア   | LPR・ブレークス                | 54       |

山岳賞
| 順位 | 選手名                 | 国籍     | チーム               | ポイント |
| ---- | ---------------------- | -------- | -------------------- | -------- |
| 1    | ダニーロ・ディルーカ   | イタリア | LPR・ブレークス      | 25       |
| 2    | ステファノ・ガルゼッリ | イタリア | アクア・エ・サポーネ | 15       |
| 3    | デニス・メンショフ     | ロシア   | ラボバンク           | 15       |

新人賞
| 順位 | 選手名                       | 国籍         | チーム                         | 時間           |
| ---- | ---------------------------- | ------------ | ------------------------------ | -------------- |
| 1    | トーマス・ルヴクヴィスト     | スウェーデン | チーム・コロンビア＝ハイロード | 33時間13分48秒 |
| 2    | ケヴィン・セールドライエルス | ベルギー     | クイックステップ               | +2分44秒       |
| 3    | ハクソン・ロドリゲス         | ベネズエラ   | セッラメンティ                 | +4分05秒       |

チーム時間賞
| 順位 | チーム名                       | 国籍           | 時間           |
| ---- | ------------------------------ | -------------- | -------------- |
| 1    | チーム・コロンビア＝ハイロード | アメリカ合衆国 | 98時間59分59秒 |
| 2    | アスタナ                       | カザフスタン   | +34秒          |
| 3    | セッラメンティ                 | ベネズエラ     | +3分07秒       |

## 第9ステージ
5月17日（日）
- ミラノ周回 165km[9]
- ジロ発祥の地ミラノを周回する完全フラットな正真正銘のスプリンター向きステージ。本来であれば100周年ジロに相応しい華やかな熱いレースになるはずであった今ステージだが、前日のペドロ・ホリーリョの大事故、さらに危険なコースレイアウトに多数の選手が抗議したことから、勝負中止となり、ステージ順位のみが記録されることとなった（ボーナスタイムやスプリントポイントも適用されない）。集団は終始時速33km前後で走行。残り6周の地点では一旦停止し、ダニーロ・ディルーカが代表して勝負中止に至った理由と謝罪を観客に向けて行うという一幕もあった。最後はゴールスプリントをマーク・カヴェンディッシュ（チーム・コロンビア＝ハイロード）が制してチーム3連勝を飾ると共に、個人として今ジロ初勝利を飾った。

区間成績
| 順位 | 選手名                     | 国籍             | チーム                         | 時間          |
| ---- | -------------------------- | ---------------- | ------------------------------ | ------------- |
| 1    | マーク・カヴェンディッシュ | イギリス         | チーム・コロンビア＝ハイロード | 4時間16分13秒 |
| 2    | アラン・デイヴィス         | オーストラリア   | クイックステップ               | 同            |
| 3    | タイラー・ファーラー       | アメリカ合衆国   | ガーミン・スリップストリーム   | 同            |
| 4    | マシュー・ゴス             | オーストラリア   | チーム・サクソバンク           | 同            |
| 5    | アレッサンドロ・ペタッキ   | イタリア         | LPR・ブレークス                | 同            |
| 6    | ローベルト・フェルスター   | ドイツ           | チーム・ミルラム               | 同            |
| 7    | ロバート・ハンター         | 南アフリカ共和国 | バルロワールド                 | 同            |
| 8    | ダヴィデ・ヴィガノ         | イタリア         | フジ・セルベット               | 同            |
| 9    | サイ・アドゥ               | フランス         | Bボックス・ブイグテレコム      | 同            |
| 10   | トーマス・フォーテン       | ドイツ           | チーム・ミルラム               | 同            |

個人総合成績
| 順位 | 選手名                     | 国籍           | チーム                         | 時間           |
| ---- | -------------------------- | -------------- | ------------------------------ | -------------- |
| 1    | ダニーロ・ディルーカ       | イタリア       | LPR・ブレークス                | 37時間29分48秒 |
| 2    | トーマス・ルヴクヴィスト   | スウェーデン   | チーム・コロンビア＝ハイロード | +13秒          |
| 3    | マイケル・ロジャース       | オーストラリア | チーム・コロンビア＝ハイロード | +44秒          |
| 4    | リーヴァイ・ライプハイマー | アメリカ合衆国 | アスタナ                       | +51秒          |
| 5    | デニス・メンショフ         | ロシア         | ラボバンク                     | +58秒          |
| 6    | イヴァン・バッソ           | イタリア       | リクイガス                     | +1分14秒       |
| 7    | カルロス・サストレ         | スペイン       | サーヴェロ・テストチーム       | +1分24秒       |
| 8    | クリス・ホーナー           | アメリカ合衆国 | アスタナ                       | +1分25秒       |
| 9    | フランコ・ペッリツォッティ | イタリア       | リクイガス                     | +1分35秒       |
| 10   | ダビ・アロヨ               | スペイン       | ケス・デパーニュ               | +1分49秒       |

ポイント賞
| 順位 | 選手名                           | 国籍       | チーム                         | ポイント |
| ---- | -------------------------------- | ---------- | ------------------------------ | -------- |
| 1    | ダニーロ・ディルーカ             | イタリア   | LPR・ブレークス                | 72       |
| 3    | エドヴァルド・ボアソン・ハーゲン | ノルウェー | チーム・コロンビア＝ハイロード | 65       |
| 3    | アレッサンドロ・ペタッキ         | イタリア   | LPR・ブレークス                | 54       |

山岳賞
| 順位 | 選手名                 | 国籍     | チーム               | ポイント |
| ---- | ---------------------- | -------- | -------------------- | -------- |
| 1    | ダニーロ・ディルーカ   | イタリア | LPR・ブレークス      | 25       |
| 2    | ステファノ・ガルゼッリ | イタリア | アクア・エ・サポーネ | 15       |
| 3    | デニス・メンショフ     | ロシア   | ラボバンク           | 15       |

新人賞
| 順位 | 選手名                       | 国籍         | チーム                         | 時間           |
| ---- | ---------------------------- | ------------ | ------------------------------ | -------------- |
| 1    | トーマス・ルヴクヴィスト     | スウェーデン | チーム・コロンビア＝ハイロード | 37時間30分01秒 |
| 2    | ケヴィン・セールドライエルス | ベルギー     | クイックステップ               | +2分44秒       |
| 3    | ハクソン・ロドリゲス         | ベネズエラ   | セッラメンティ                 | +4分05秒       |

チーム時間賞
| 順位 | チーム名                       | 国籍           | 時間            |
| ---- | ------------------------------ | -------------- | --------------- |
| 1    | チーム・コロンビア＝ハイロード | アメリカ合衆国 | 111時間48分38秒 |
| 2    | アスタナ                       | カザフスタン   | +34秒           |
| 3    | セッラメンティ                 | ベネズエラ     | +3分07秒        |

## 第10ステージ
5月19日（火）
- クーネオ － ピネローロ 262km[10]
- 当初の予定では、1949年のジロ第17ステージでファウスト・コッピが5つの峠全てをトップ通過してステージ優勝したコースを、ほぼそのまま再現する予定であったが、マッダレーナ峠が通行不能状態のためルートが変更された。最初の難所モンセニシオの上りで集団からアタックしたステファノ・ガルゼッリがモンセニシオ、さらにチマ・コッピのセストリエーレもトップ通過して逃げ続ける展開に。最後のプラマルティノの上りでメイン集団からフランコ・ペッリツォッティがアタック。ペースが落ちていたガルゼッリと先に追いついていたジョヴァンニ・ヴィスコンティ（ISD）を一気に交してトップでプラマルティノを通過する。その直後の下りでマリア・ローザのダニーロ・ディルーカがアタックして、ペッリツォッティに追いつく。ディルーカのアタックに反応したカルロス・サストレ、デニス・メンショフ、ダビ・アロヨ（ケス・デパーニュ）も加わって5人での逃げとなる。残り4kmの小さい峠の上りで再び加速したディルーカが後続を引き離し、そのまま独走。ぶっちぎりで今ジロ2勝目を上げた。前ステージまで総合2位に付けていたトーマス・ルヴクヴィストは1分39秒遅れのステージ22位に終わり、ディルーカから2分12秒差の8位に後退しているが、マリア・ビアンカはキープしている。代わって、10秒遅れでステージ3位に入ったメンショフが1分20秒差の総合2位に浮上している。29秒遅れのステージ11位に終わったガルゼッリだが、1日で山岳ポイントを30ポイント稼ぎ、マリア・ヴェルデをディルーカから奪取することに成功している。

区間成績
| 順位 | 選手名                     | 国籍           | チーム                         | 時間          |
| ---- | -------------------------- | -------------- | ------------------------------ | ------------- |
| 1    | ダニーロ・ディルーカ       | イタリア       | LPR・ブレークス                | 6時間30分43秒 |
| 2    | フランコ・ペッリツォッティ | イタリア       | リクイガス                     | +10秒         |
| 3    | デニス・メンショフ         | ロシア         | ラボバンク                     | 同            |
| 4    | カルロス・サストレ         | スペイン       | サーヴェロ・テストチーム       | 同            |
| 5    | ダビ・アロヨ               | スペイン       | ケス・デパーニュ               | +29秒         |
| 6    | マウリシオ・ソレール       | コロンビア     | バルロワールド                 | 同            |
| 7    | イヴァン・バッソ           | イタリア       | リクイガス                     | 同            |
| 8    | リーヴァイ・ライプハイマー | アメリカ合衆国 | アスタナ                       | 同            |
| 9    | ハクソン・ロドリゲス       | ベネズエラ     | セッラメンティ                 | 同            |
| 10   | マイケル・ロジャース       | オーストラリア | チーム・コロンビア＝ハイロード | 同            |

個人総合成績
| 順位 | 選手名                     | 国籍           | チーム                         | 時間           |
| ---- | -------------------------- | -------------- | ------------------------------ | -------------- |
| 1    | ダニーロ・ディルーカ       | イタリア       | LPR・ブレークス                | 44時間00分11秒 |
| 2    | デニス・メンショフ         | ロシア         | ラボバンク                     | +1分20秒       |
| 3    | マイケル・ロジャース       | オーストラリア | チーム・コロンビア＝ハイロード | +1分33秒       |
| 4    | リーヴァイ・ライプハイマー | アメリカ合衆国 | アスタナ                       | +1分40秒       |
| 5    | フランコ・ペッリツォッティ | イタリア       | リクイガス                     | +1分53秒       |
| 6    | カルロス・サストレ         | スペイン       | サーヴェロ・テストチーム       | +1分54秒       |
| 7    | イヴァン・バッソ           | イタリア       | リクイガス                     | +2分03秒       |
| 8    | トーマス・ルヴクヴィスト   | スウェーデン   | チーム・コロンビア＝ハイロード | +2分12秒       |
| 9    | ダビ・アロヨ               | スペイン       | ケス・デパーニュ               | +2分35秒       |
| 10   | ジルベルト・シモーニ       | イタリア       | セッラメンティ                 | +2分58秒       |

ポイント賞
| 順位 | 選手名                           | 国籍       | チーム                         | ポイント |
| ---- | -------------------------------- | ---------- | ------------------------------ | -------- |
| 1    | ダニーロ・ディルーカ             | イタリア   | LPR・ブレークス                | 97       |
| 3    | エドヴァルド・ボアソン・ハーゲン | ノルウェー | チーム・コロンビア＝ハイロード | 65       |
| 3    | アレッサンドロ・ペタッキ         | イタリア   | LPR・ブレークス                | 60       |

山岳賞
| 順位 | 選手名                 | 国籍       | チーム               | ポイント |
| ---- | ---------------------- | ---------- | -------------------- | -------- |
| 1    | ステファノ・ガルゼッリ | イタリア   | アクア・エ・サポーネ | 45       |
| 2    | ダニーロ・ディルーカ   | イタリア   | LPR・ブレークス      | 27       |
| 3    | アンドリー・グリフコ   | ウクライナ | ISD                  | 16       |

新人賞
| 順位 | 選手名                       | 国籍         | チーム                         | 時間           |
| ---- | ---------------------------- | ------------ | ------------------------------ | -------------- |
| 1    | トーマス・ルヴクヴィスト     | スウェーデン | チーム・コロンビア＝ハイロード | 44時間02分23秒 |
| 2    | ケヴィン・セールドライエルス | ベルギー     | クイックステップ               | +2分39秒       |
| 3    | ハクソン・ロドリゲス         | ベネズエラ   | セッラメンティ                 | +4分05秒       |

チーム時間賞
| 順位 | チーム名                       | 国籍           | 時間            |
| ---- | ------------------------------ | -------------- | --------------- |
| 1    | アスタナ                       | カザフスタン   | 131時間23分53秒 |
| 2    | チーム・コロンビア＝ハイロード | アメリカ合衆国 | +2分04秒        |
| 3    | セッラメンティ                 | ベネズエラ     | +2分50秒        |

## 第11ステージ
5月20日（水）
- トリノ － アレンツァーノ 214km[11]
- ステージ後半の3級山岳以外は平坦基調のスプリンター向きステージ。145km地点からゴール地点まではミラノ〜サンレモのコースをそのまま使用している。65km地点からキャメロン・マイヤー（ガーミン・スリップストリーム）ら4人が逃げるが、107km地点で吸収。代わって110km地点からウラディミール・イザイチェフ（シャコベオ・ガリシア）が単独で逃げ始める。イザイチェフは70km近く逃げ続けるも吸収。代わってマルコ・マルツァーノ（ランプレ）がアタックするも、これも残り25km地点で吸収。その後も断続的にアタックがかかるが、どれも決まらずにゴールは集団スプリントに。残り150mでトレインから発車されたマーク・カヴェンディッシュがアレッサンドロ・ペタッキらを寄せ付けずに今ジロ個人2勝目を上げた。各賞に大きな動きはなかった。

区間成績
| 順位 | 選手名                           | 国籍           | チーム                         | 時間          |
| ---- | -------------------------------- | -------------- | ------------------------------ | ------------- |
| 1    | マーク・カヴェンディッシュ       | イギリス       | チーム・コロンビア＝ハイロード | 4時間51分17秒 |
| 2    | タイラー・ファーラー             | アメリカ合衆国 | ガーミン・スリップストリーム   | 同            |
| 3    | アレッサンドロ・ペタッキ         | イタリア       | LPR・ブレークス                | 同            |
| 4    | アラン・デイヴィス               | オーストラリア | クイックステップ               | 同            |
| 5    | セバスティアン・イノー           | フランス       | AG2R                           | 同            |
| 6    | ダヴィデ・ヴィガノ               | イタリア       | フジ・セルベット               | 同            |
| 7    | エドヴァルド・ボアソン・ハーゲン | ノルウェー     | チーム・コロンビア＝ハイロード | 同            |
| 8    | アレクサンドル・セロフ           | ロシア         | チーム・カチューシャ           | 同            |
| 9    | オスカル・ガット                 | イタリア       | ISD                            | 同            |
| 10   | ローベルト・フェルスター         | ドイツ         | チーム・ミルラム               | 同            |

個人総合成績
| 順位 | 選手名                     | 国籍           | チーム                         | 時間           |
| ---- | -------------------------- | -------------- | ------------------------------ | -------------- |
| 1    | ダニーロ・ディルーカ       | イタリア       | LPR・ブレークス                | 48時間51分28秒 |
| 2    | デニス・メンショフ         | ロシア         | ラボバンク                     | +1分20秒       |
| 3    | マイケル・ロジャース       | オーストラリア | チーム・コロンビア＝ハイロード | +1分33秒       |
| 4    | リーヴァイ・ライプハイマー | アメリカ合衆国 | アスタナ                       | +1分40秒       |
| 5    | フランコ・ペッリツォッティ | イタリア       | リクイガス                     | +1分53秒       |
| 6    | カルロス・サストレ         | スペイン       | サーヴェロ・テストチーム       | +1分54秒       |
| 7    | イヴァン・バッソ           | イタリア       | リクイガス                     | +2分03秒       |
| 8    | トーマス・ルヴクヴィスト   | スウェーデン   | チーム・コロンビア＝ハイロード | +2分12秒       |
| 9    | ダビ・アロヨ               | スペイン       | ケス・デパーニュ               | +2分35秒       |
| 10   | ジルベルト・シモーニ       | イタリア       | セッラメンティ                 | +2分58秒       |

ポイント賞
| 順位 | 選手名                           | 国籍       | チーム                         | ポイント |
| ---- | -------------------------------- | ---------- | ------------------------------ | -------- |
| 1    | ダニーロ・ディルーカ             | イタリア   | LPR・ブレークス                | 97       |
| 2    | エドヴァルド・ボアソン・ハーゲン | ノルウェー | チーム・コロンビア＝ハイロード | 78       |
| 3    | アレッサンドロ・ペタッキ         | イタリア   | LPR・ブレークス                | 76       |

山岳賞
| 順位 | 選手名                 | 国籍       | チーム               | ポイント |
| ---- | ---------------------- | ---------- | -------------------- | -------- |
| 1    | ステファノ・ガルゼッリ | イタリア   | アクア・エ・サポーネ | 48       |
| 2    | ダニーロ・ディルーカ   | イタリア   | LPR・ブレークス      | 27       |
| 3    | アンドリー・グリフコ   | ウクライナ | ISD                  | 16       |

新人賞
| 順位 | 選手名                       | 国籍         | チーム                         | 時間           |
| ---- | ---------------------------- | ------------ | ------------------------------ | -------------- |
| 1    | トーマス・ルヴクヴィスト     | スウェーデン | チーム・コロンビア＝ハイロード | 48時間53分40秒 |
| 2    | ケヴィン・セールドライエルス | ベルギー     | クイックステップ               | +2分39秒       |
| 3    | ハクソン・ロドリゲス         | ベネズエラ   | セッラメンティ                 | +4分05秒       |

チーム時間賞
| 順位 | チーム名                       | 国籍           | 時間            |
| ---- | ------------------------------ | -------------- | --------------- |
| 1    | アスタナ                       | カザフスタン   | 145時間57分44秒 |
| 2    | チーム・コロンビア＝ハイロード | アメリカ合衆国 | +2分04秒        |
| 3    | セッラメンティ                 | ベネズエラ     | +2分50秒        |